# Tomb Raider

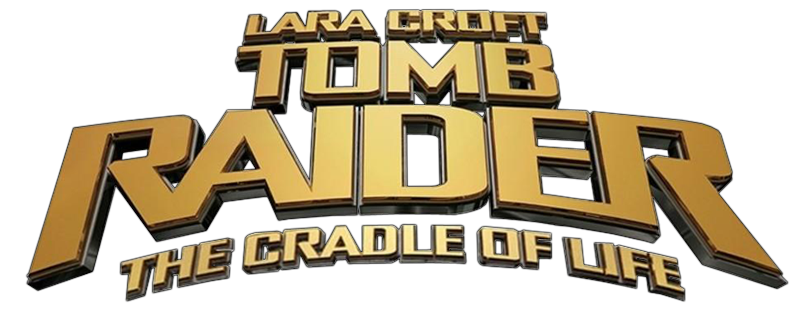
Tomb Raider logo

Tomb Raider, též známé mezi lety 2001 až 2008 jako Lara Croft: Tomb Raider, je série počítačových her, videoher, komiksů a filmů, jejichž hlavní postavou je britská archeoložka Lara Croft. Od uvedení první hry Tomb Raider v roce 1996 se celá série postupně stala vysoce lukrativní a postava Lary Croft je jednou z hlavních ikon herního průmyslu. Dokonce i Guinnessova kniha rekordů z roku 2006 označila Laru Croft za nejúspěšnější hrdinku videoher.
Šest počítačových her série bylo vyvinuto společností Core Design a další čtyři společností Crystal Dynamics. Všechny hry vydala společnost Square Enix, která byla držitelem práv k obchodní značce Tomb Raider a k postavám vystupujícím v příbězích. Společnost Square Enix v květnu 2022 prodala práva společnosti Embracer Group za 300 miliónů dolarů, ta nakonec přeprodala práva společnosti Amazon Games v prosinci 2022 za 600 miliónů dolarů.
Dále byly natočeny dva filmy, v nichž hlavní roli ztvárnila americká herečka Angelina Jolie. Další film s názvem Tomb Raider vyšel v roce 2018, Laru Croft si zahrála Alicia Vikander.

## Lara Croft
Ústřední postava Lara Croft je fiktivní britská archeoložka, která pátrá po prastarých pokladech. Lze říci, že Croftové mužským protipólem je Indiana Jones ([ˌindiˈænə džəunz]). Lara se o archeologii zajímala již od mládí, avšak této profesi se nemohla aktivně věnovat, neboť její šlechtická rodina patřila do vyšších společenských kruhů. Vše se však změnilo, když po lyžařském výletu v Himálajích havarovalo její letadlo a ona musela bojovat o holé přežití v divočině. Tato zkušenost radikálně změnila její život, začala cestovat po celém světě a studovat dávné civilizace. Její otec Lord Richard (Henshingly) Croft se jí však zřekl a Lara začala pracovat jako nájemný archeolog, který pro bohaté sběratele hledá vzácné poklady.
Postava Lary byla vytvořena návrhářem Toby Gardem. Obvykle se objevuje oblečená v hnědých kraťasech a modrém upjatém tričku. Na obou bocích nosí pouzdra s pistolemi a na zádech hnědý batůžek. Během série se zobrazení Lary měnilo jen v detailech, postupně se zjemňovalo vykreslení rysů obličeje, byla zmenšena velikost prsou a došlo i ke změnám zobrazování pohybu vlasů.

## Vlastnosti her

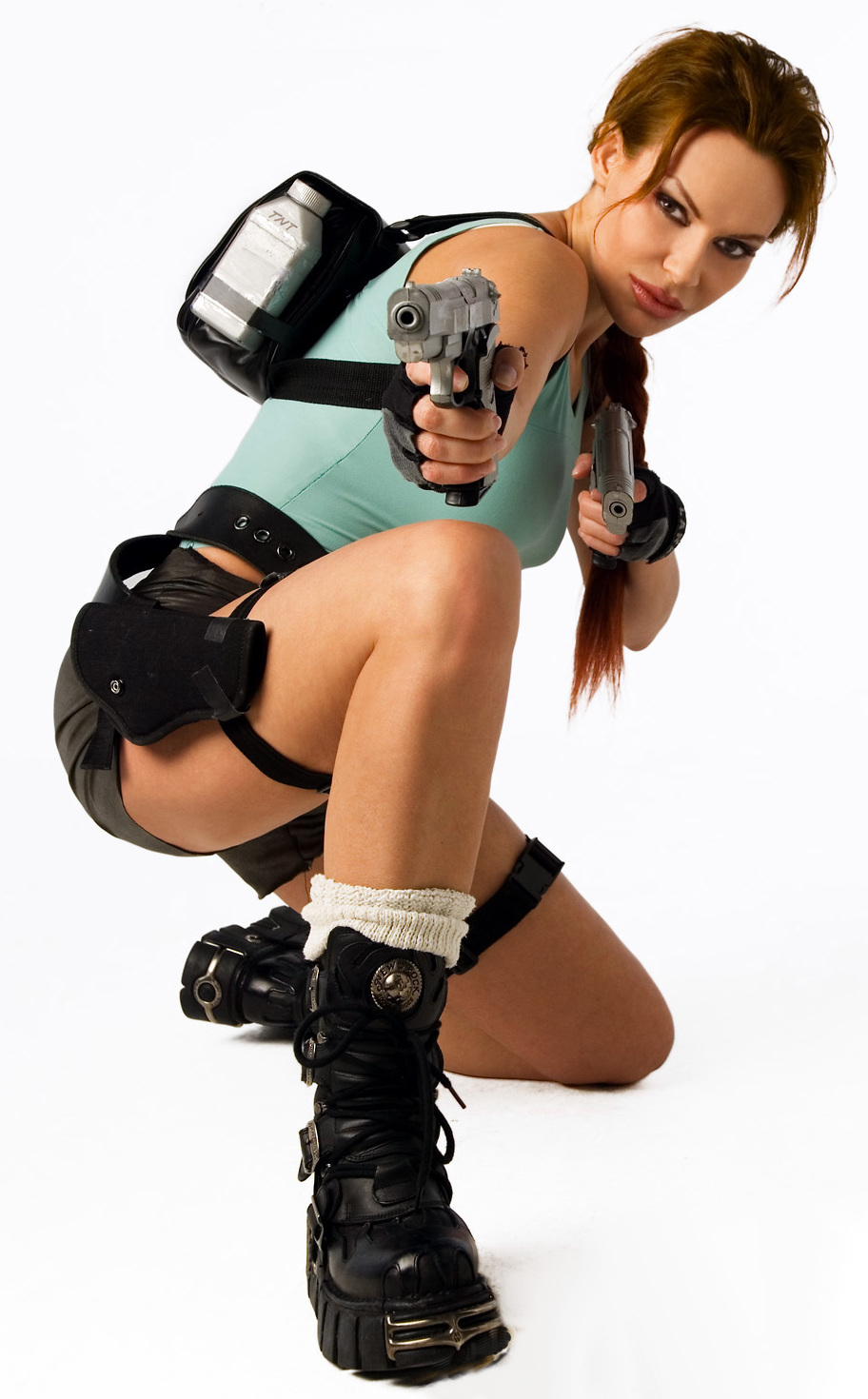
Hlavní postava hry Lara Croft

Původní hra s názvem Tomb Raider: Featuring Lara Croft byla uvedena na hracích konzolích PlayStation a Sega Saturn a dále pro osobní počítače. Tato hra se podílela na úspěších hrací konzole PlayStation v polovině 90. let 20. století. V herním prostředí zobrazeným trojrozměrně hráč musí provést postavu Lary různými jeskyněmi, hrobkami a dalšími lokacemi. Setkává se s nepřáteli, a to jak zvířecími, tak i lidskými, sbírá různé předměty, řeší hlavolamy, pomocí kterých se dostává do dalších míst. Na konci své cesty nalezne hledaný předmět, kterým je zpravidla nějaký dávný mocný artefakt.
Hry ze série Tomb Raider lze zařadit mezi akční počítačové hry zobrazované z pohledu třetí osoby. Až do hry Tomb Raider: The Angel of Darkness byla pro hru typická kostkovitá architektura herního prostředí. Římsy, zdi i stropy vždy svírají pravý úhel, ačkoliv se to tvůrci snaží někdy zakrýt. Tento styl zobrazení je daný tím, že principy dvojrozměrné plošinovky byly převedeny do trojrozměrného prostředí. Styl hraní může někdy připomínat staré plošinovky jako byl Prince of Persia nebo Flashback, které byly zaměřeny na přesně načasované skákání prokládané bojovými pasážemi. Každá hra přináší nové zbraně a pohyby. Od čtvrtého pokračování Lara umí skočit dozadu z provazu a otočit se ve skoku, aby se mohla chytit římsy za ní. Sedmé pokračování „Tomb Raider: Legend“ ([ˈledžənd]) přineslo hákovací kotvici, pomocí které se Lara může přehoupnout přes některé propasti a také jí může útočit na nepřátele jako Indiana Jones bičem.
Standardní pohyby (chůze, běh, zatáčení, skoky) jsou doplněny kotoulem, kotouly ve výskoku do stran a vzad, šplhacími technikami, plaváním, potápěním ve vodě. Lara také umí skočit do vody šipku a při vytahování z visu na římsu udělat stojku, tyto pohyby jsou však pouze na okrasu, pro samotné hraní nemají význam. Ve hře Tomb Raider III byl představen sprint, který Laře umožní po krátkou dobu běžet vyšší rychlostí. Při tomto pohybu se objeví zvláštní ukazatel vyčerpání, pokud vyčerpání dosáhne maxima, Lara zvolní do normálního běhu.
Příběh hry většinou spočívá v putování při hledání mocného artefaktu, kdy Lara soupeří s nepřáteli, kteří usilují o získání artefaktu pro sebe. Artefakty většinou mají magické schopnosti, které jsou nadpřirozeného či mimozemského původu.

## Přehled her série Tomb Raider
| 1996 | Tomb Raider                          |
| 1997 | Tomb Raider II                       |
| 1998 | Tomb Raider III                      |
| 1999 | Tomb Raider: The Last Revelation     |
| 2000 | Tomb Raider: Chronicles              |
| 2001 | Curse of the Sword                   |
| 2002 | The Prophecy                         |
| 2003 | Tomb Raider: The Angel of Darkness   |
| 2003 | The Osiris Codex                     |
| 2004 | Quest for Cinnabar                   |
| 2004 | Elixir of Life                       |
| 2005 |                                      |
| 2006 | Tomb Raider: Legend                  |
| 2007 | Tomb Raider: Anniversary             |
| 2008 | Tomb Raider: Underworld              |
| 2009 |                                      |
| 2010 | Lara Croft and the Guardian of Light |
| 2011 |                                      |
| 2012 |                                      |
| 2013 | Tomb Raider                          |
| 2014 | Lara Croft and the Temple of Osiris  |
| 2015 | Lara Croft: Relic Run                |
| 2015 | Lara Croft Go                        |
| 2015 | Rise of the Tomb Raider              |
| 2016 |                                      |
| 2017 |                                      |
| 2018 | Shadow of the Tomb Raider            |
| 2019 |                                      |
| 2020 |                                      |
| 2021 |                                      |
| 2022 |                                      |
| 2023 | Tomb Raider Reloaded                 |
| 2024 |                                      |
| TBA  | Připravovaný Tomb Raider             |

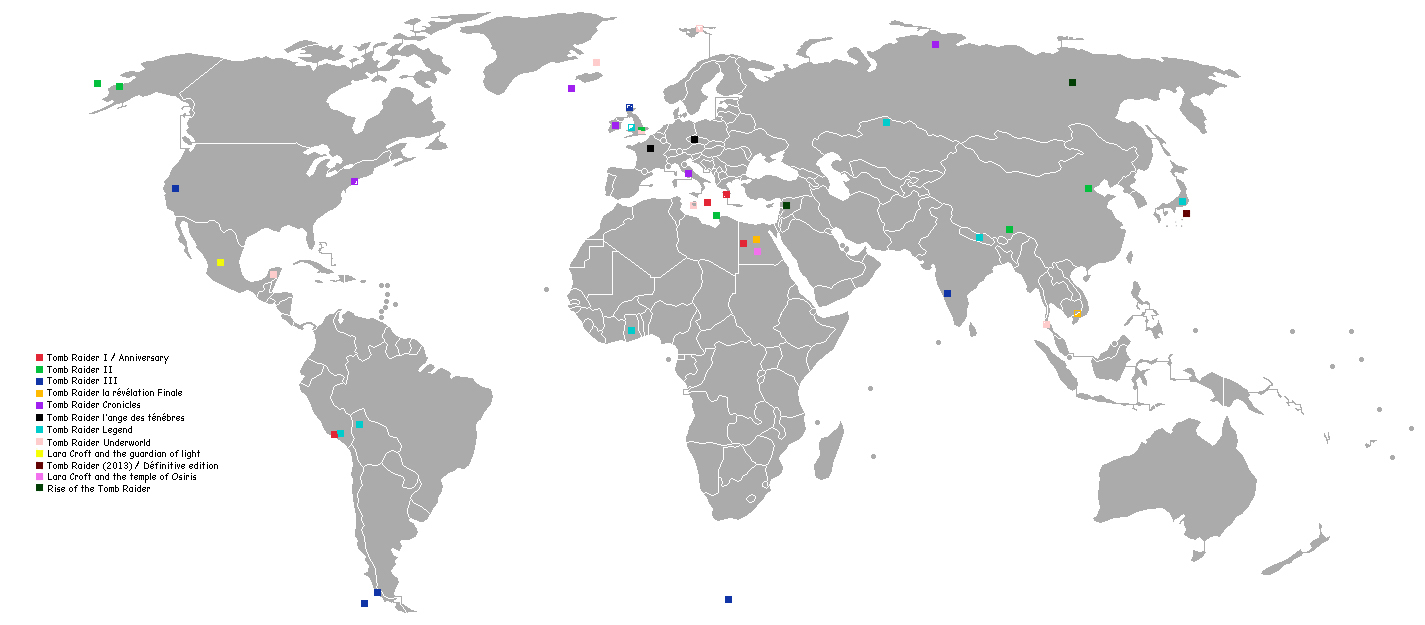
Místa která navštívila po světě postava Lara Croft

- Tomb Raider (1996) – PlayStation, PC, Mac, Sega Saturn, N-Gage, Pocket PC
  - Tomb Raider: Unfinished Business (1998) – datadisk pro PC, Mac
- Tomb Raider II (1997) – PlayStation, PC, Mac
  - Tomb Raider II: Golden Mask (1999) – datadisk pro PC, Mac
- Tomb Raider III (1998) – PlayStation, PC, Mac
  - Tomb Raider III: The Lost Artefact (2000) – datadisk pro PC, Mac
- Tomb Raider: The Last Revelation (1999) – PlayStation, PC, Mac, Sega Dreamcast
  - Tomb Raider: The Times Exclusive (1999) – datadisk pro PC
- Tomb Raider: Chronicles (2000) – PlayStation, PC, Mac, Sega Dreamcast
- Tomb Raider: The Angel of Darkness (2003) – PlayStation 2, PC, Mac

### Legend trilogie
- Tomb Raider: Legend (2006) – PlayStation 2, PlayStation 3, PSP, Xbox, Xbox 360, PC, GameCube
- Tomb Raider: Anniversary (2007) – PlayStation 2, PlayStation 3, PSP, Xbox 360, PC, Mac, Wii
- Tomb Raider: Underworld (2008) – PlayStation 2, PlayStation 3, Xbox 360, PC, Mac, Wii, DS
  - Tomb Raider: Underworld – Beneath the Ashes (2009) – datadisk pro Xbox 360
  - Tomb Raider: Underworld – Lara's Shadow (2009) – datadisk pro Xbox 360

### Survivor trilogie
- Tomb Raider (2013) – PlayStation 3, Xbox 360, PC, Mac, Linux, Stadia
  - Tomb Raider: Definitive Edition (2014) – PlayStation 4 a Xbox One
- Rise of the Tomb Raider (2015) – Xbox One a Xbox 360, PC (v roce 2016), Mac, Linux, Stadia
  - Rise of the Tomb Raider: 20 Year Celebration (2016) – PlayStation 4
- Shadow of the Tomb Raider (2018) – PlayStation 4, Xbox One, PC, Mac, Linux, Stadia

### Sjednocení série
- Připravovaná hra Tomb Raider (~2025) – PlayStation 5, Xbox Series X/S, PC

### Spin-off hry
- Tomb Raider (2000) (neoficiálně Tomb Raider: The Nightmare Stone) – Game Boy Color
- Tomb Raider: Curse of the Sword (2001) – Game Boy Color
- Tomb Raider: The Prophecy (2002) – Game Boy Advance
- Tomb Raider: Apocalypse (2002–2003) – Sky Gamestar
  - Tomb Raider: Apocalypse – Episode 1: The Eye of Osiris (2002)
  - Tomb Raider: Apocalypse – Episode 2: The Shadow Falls (2003)
  - Tomb Raider: Apocalypse – Episode 3: The Last Midnight (2003)
- Tomb Raider: The Osiris Codex (2003) - Java ME
- Tomb Raider: Quest for Cinnabar (2004) - Java ME
- Tomb Raider: Elixir of Life (2004) - Java ME
- Tomb Raider: The Temple of Anubis (2005) - Sky Gamestar
- Tomb Raider: Puzzle Paradox (2006) - Java ME
- Lara Croft and the Guardian of Light (2010) – PlayStation 3, Xbox 360, PC, iOS
- Lara Croft: Reflections (2013) – iOS
- Lara Croft and the Temple of Osiris (2014) – PlayStation 4, Xbox One, PC, Stadia
- Lara Croft: Relic Run (2015) – iOS, Android, Windows Phone
- Lara Croft Go (2015) – iOS, Android, Windows Phone, Windows, PlayStation 4, PlayStation Vita, macOS, Linux
- Tomb Raider Reloaded (2023) – iOS, Android

### Kompilace / Porty
- Tomb Raider: Definitive Survivor Trilogy (2021) – PlayStation 4, PlayStation 5, Xbox One a Xbox Series X/S – obsahující následující 3 hry:
  - Tomb Raider (2013)
  - Rise of the Tomb Raider (2015)
  - Shadow of the Tomb Raider (2018)
- The Lara Croft Collection (2023) – Nintendo Switch – obsahující následující 2 hry:
  - Lara Croft and the Guardian of Light (2010)
  - Lara Croft and the Temple of Osiris (2014)

### Remastery
- The Tomb Raider Trilogy (2011) – PlayStation 3 – remaster Tomb Raider: Legend (2006) a Tomb Raider: Anniversary (2007) a znovuvydání Tomb Raider: Underworld (2008)
- Tomb Raider I–III Remastered (2024) – PlayStation 4, PlayStation 5, Xbox One, Xbox Series X/S, PC a Nintendo Switch – remaster obsahující následující hry a datadisky:
  - Tomb Raider (1996)
  - Tomb Raider II (1997)
  - Tomb Raider: Unfinished Business (1998)
  - Tomb Raider III (1998)
  - Tomb Raider II: Golden Mask (1999)
  - Tomb Raider III: The Lost Artefact (2000)
- Tomb Raider IV–VI Remastered (2025) – PlayStation 4, PlayStation 5, Xbox One, Xbox Series X/S, PC a Nintendo Switch – remaster obsahující následující hry a datadisky:
  - Tomb Raider: The Last Revelation (1999)
  - Tomb Raider: The Times Exclusive (1999)
  - Tomb Raider: Chronicles (2000)
  - Tomb Raider: The Angel of Darkness (2003)

## Filmy
- Lara Croft – Tomb Raider (2001)
- Lara Croft – Tomb Raider: Kolébka života (2003)
- Tomb Raider (2018)
- zatím nepojmenovaný film od Amazon MGM Studios[2]

## Seriály
- Tomb Raider: The Legend of Lara Croft (2024) - seriál se odehrává 6 měsíců po Shadow of the Tomb Raider
- zatím nepojmenovaný hraný seriál od Phoebe Waller-Bridge[3]

## Komiksy
- Tomb Raider v Mean Machines (Tomb Raider (Mean Machines Sega)) (1996) - v ČR vydáno v Tomb Raider: Archivy S.1
- (Tomb Raider: Dark Aeons) (1999)
- Tomb Raider (Tomb Raider: The Series) (1999–2005) - v ČR vydáno v Tomb Raider: Archivy S.1 + S.2 + S.3
- Tomb Raider: Vše, jak má být (Tomb Raider: Origins) (2000) - v ČR vydáno v Tomb Raider: Archivy S.4
- Tomb Raider: Cesty za dobrodružstvím (Tomb Raider: Journeys) (2001–2003) - v ČR vydáno v Tomb Raider: Archivy S.4
- Tomb Raider č. ½ (Tomb Raider #½) (2001) - v ČR vydáno v Tomb Raider: Archivy S.4
- Tomb Raider č. 0 (Tomb Raider #0) (2001) - v ČR vydáno v Tomb Raider: Archivy S.4
- Tomb Raider: Škorpionova hůl (Tomb Raider: Epiphany) (2003) - v ČR vydáno v Tomb Raider: Archivy S.4
- (Tomb Raider: Scarface’s Treasure) (2003)
- Tomb Raider: Přepadení (Tomb Raider: Takeover) (2004) - v ČR vydáno v Tomb Raider: Archivy S.4
- Tomb Raider: Tisící prvá noc (Tomb Raider: Arabian Nights) (2004) - v ČR vydáno v Tomb Raider: Archivy S.4
- (Tomb Raider: Sphere of Influence) (2004)
- Tomb Raider: Největší ze všech pokladů (Tomb Raider: The Greatest Treasure of All) (2005) - v ČR vydáno v Tomb Raider: Archivy S.4
- (Tomb Raider: The Beginning) (2013)
- (Tomb Raider) (2014–2015)
- (Lara Croft and the Frozen Omen) (2015–2016)
- (Tomb Raider) (2016–2017)
- (Tomb Raider: Survivor's Crusade) (2017)
- (Tomb Raider: Inferno) (2018)

### Crossovery
- Tomb Raider/Witchblade (1997) - v ČR vydáno v časopise Crew 11 (1999)
- Witchblade/Tomb Raider (1998) - v ČR vydáno v časopise Komiks a jeho svět č. 1–4 (2001)
- (Dark Crossings: Dark Clouds Overhead) (2000)
- (Witchblade/Tomb Raider #½) (2000)
- (Fathom Vol 1 #12–#14: Resurrection of Taras) (2000–2002)
- (Tomb Raider/The Darkness) (2001)
- Příběh (Endgame) (2002–2003) skládající se z 7 částí:
  - Witchblade #58 (Witchblade #58 - Endgame Prelude) (2002) - v ČR vydáno v Witchblade Kompendium: Kniha 3
  - Tomb Raider #24 - V zahradě Medusině (Tomb Raider: The Series #24 - Medusa's Garden) (2002) - v ČR vydáno v Tomb Raider: Archivy S.2
  - Witchblade #59 (Witchblade #59 - A Prelude to Endgame) (2002) - v ČR vydáno v Witchblade Kompendium: Kniha 3
  - (Tomb Raider: The Series #25 - Endgame, Part 1) (2002)
  - Witchblade #60 (Witchblade #60 - Endgame, Part 2) (2003) - v ČR vydáno v Witchblade Kompendium: Kniha 3
  - (EVO #1 - Endgame, Part 3) (2003)
  - Witchblade #61 (Witchblade #61 - Epologue to Endgame) (2003) - v ČR vydáno v Witchblade Kompendium: Kniha 3
- (Monster War) (2005)

## Knihy
Knihy spíše navazují na děj videoher než filmů, ačkoliv kniha The Lost Cult obsahuje několik odkazů na Kolébku života. Kniha The Man of Bronze se od ostatních liší tím, že je psána v první osobě – vypravěčem je Lara Croft. Také obsahuje mnohem více násilných scén.
- Lara Croft: Tomb Raider – autor Dave Stern (2001) - adaptace stejnojmenného filmu
- Lara Croft: Tomb Raider - Kolébka života (Lara Croft: Tomb Raider - The Cradle of Life) – autor Dave Stern (2003) - adaptace stejnojmenného filmu
- (Tomb Raider: The Amulet of Power) – autor Mike Resnick (2003) - sequel hry Tomb Raider: The Last Revelation
- (Tomb Raider: The Lost Cult) – autor E. E. Knight (2004)
- (Tomb Raider: The Man of Bronze) – autor James Alan Gardner (2004)
- (Tomb Raider: The Ten Thousand Immortals) – autoři Dan Abnett a Nik Vincent (2014) - sequel hry Tomb Raider (2013)
- (Lara Croft and the Blade of Gwynnever) – autor Dan Abnett (2016)
- (Shadow of the Tomb Raider: Path of the Apocalypse) – autor S. D. Perry (2018) - prequel hry Shadow of the Tomb Raider